# Lier Meer Mogelijkheden
Lier Meer Mogelijkheden (LMM) was een Belgische lokale politieke partij te Lier.

## Geschiedenis
De partij ontstond in de aanloop naar de gemeenteraadsverkiezingen van 1994 op initiatief van onder meer Marcel Scheers. Bij deze stembusgang overtuigde ze 14,73% van de kiezers, goed voor vijf zetels in de Lierse gemeenteraad. Onder meer Walter Grootaers behoorde tot de verkozenen.
Bij de verkiezingen van 2000 vormde LMM een kartel met de VLD. Samen kregen ze 31,98% van de uitgebrachte stemmen, wat resulteerde in elf verkozenen. Het kartel vormde vervolgens een bestuursmeerderheid met de CVP. Grootaers werd namens LMM aangesteld als schepen maar maakte later tijdens deze legislatuur evenwel de overstap naar toenmalig kartelpartner VLD. In oktober 2005 werd het kartel vanuit LMM opgeblazen.
Bij de stembusgang van 2006 kandideerden onder meer Betty Owczarek, Roland Liboton en Wim De Ridder voor LMM. De partij overtuigde ditmaal 4,59% van de Lierenaars, onvoldoende voor een verlengd verblijf in de gemeenteraad.

## Zetelverloop
| Jaar | Stemmen | %      | Zetels  |
| ---- | ------- | ------ | ------- |
| 1994 | 3242    | 14,73% | 5 / 31  |
| 2000 | 7.121   | 31,98% | 11 / 31 |
| 2006 | 1.094   | 4,59%  | 0 / 31  |